# Microcybe ambigua
Microcybe ambigua är en vinruteväxtart som först beskrevs av Charles Austin Gardner, och fick sitt nu gällande namn av Paul G.Wilson. Microcybe ambigua ingår i släktet Microcybe och familjen vinruteväxter. Inga underarter finns listade i Catalogue of Life.